# Tarucus clorinda
Tarucus clorinda är en fjärilsart som beskrevs av Ruggero Verity 1938. Tarucus clorinda ingår i släktet Tarucus och familjen juvelvingar. Inga underarter finns listade i Catalogue of Life.